# Wild Obsession
Wild Obsession – pierwszy album studyjny niemieckiego heavymetalowego gitarzysty Axela Rudiego Pella. Wydawnictwo zostało wydane 1 grudnia 1989 roku przez Steamhammer/SPV. Nagrania zostały zarejestrowane w RA.SH Studio w Gelsenkirchen we współpracy z Ulrichem Pösseltem.

## Lista utworów
Opracowano na podstawie materiału źródłowego.
1. "Wild Cat" (Pell, Huhn) – 3:39)
2. "Call of the Wild Dogs" (Pell, Huhn) – 3:51
3. "Slave of Love" (Pell, Huhn) – 4:36
4. "Cold as Ice" (Pell) – 6:21
5. "Broken Heart" (Pell) – 5:04
6. "Call Her Princess" (Pell) – 3:19
7. "Snake Eyes" (Pell, Huhn) – 5:13
8. "Hear You Calling Me" (Pell, Huhn) – 4:55
9. "Return of the Calyph from the Apocalypse of Babylon" (Pell) – 0:51
10. "(Don't Trust The) Promised Dreams" (Pell) – 6:28

## Twórcy
Opracowano na podstawie materiału źródłowego.
| - George Hahn – instrumenty klawiszowe - Volker Krawczak – gitara basowa (w utworze "Call Her Princess"), wokal wspierający - Thomas "Bodo" Smuszynski – gitara basowa (w utworach 1, 2, 7, 10), wokal wspierający - Jörg Deisinger – gitara basowa (w utworach 3, 4, 5, 8) - Jörg Michael – perkusja - Axel Rudi Pell – gitara, produkcja - Charlie Huhn – vokal, gitara akustyczna (w utworze "Slave of Love") | - Rüdiger König – dodatkowe instrumenty klawiszowe, wokal wspierający - Bon Giorno – wokal wspierający - Michael Böhler – wokal wspierający - Roland Hag – wokal wspierający - Herbert Dreger – wokal wspierający - Frank Mono – wokal wspierający - Ulli Pösselt – produkcja, miksowanie, inżynieria dźwięku - Cedric Beatty – miksowanie - Manni Struck – miksowanie - Peter Wolf – mastering - Michael Albers – okładka - Karsten Keikus – zdjęcia |